# 祖母懐町
祖母懐町（そぼかいちょう）は、愛知県瀬戸市祖母懐連区の町名。丁番を持たない単独町名である。

## 地理
- 瀬戸市の中央部に位置する[8]。西を上ノ切町・東本町、北を蛭子町・西郷町、東を仲郷町、南を一里塚町と隣接している[8]。
- 住宅と陶磁器関係の中小工場が混在している[8]。かつて、良質な陶土の祖母懐土が採れた地であったが、明治以降採掘が禁止され陶工は皆無となった[9]。

### 河川
- 一里塚川（瀬戸川支流）[8] ： 町の西端、上ノ切町との境界付近を北流している。

- 一里塚川（祖母懐町内）

### 学区
市立小・中学校に通う場合、学区は以下の通りとなる。また、公立高等学校普通科に通う場合の学区は以下の通りとなる。
| 番・番地等 | 小学校                 | 中学校                 | 高等学校 |
| ---------- | ---------------------- | ---------------------- | -------- |
| 全域       | 瀬戸市立にじの丘小学校 | 瀬戸市立にじの丘中学校 | 尾張学区 |

## 歴史

### 町名の由来
祖母懐は、かつては「うばがふところ」と読み、三方を丘陵に抱かれ正面が日向にあたっている地形を指す語という。陶祖藤四郎が諸国を巡歴ののち、この地で初めて良土を発見し、瀬戸永住の意を決したと伝えられる。

### 沿革
- 1942年（昭和17年）1月9日 - 瀬戸市大字瀬戸字上ノ切の一部により、同市祖母懐町として成立[2]。

## 世帯数と人口
2024年（令和6年）1月1日現在の世帯数と人口は以下の通りである。
| 町丁     | 世帯数 | 人口 |
| -------- | ------ | ---- |
| 祖母懐町 | 11世帯 | 25人 |

### 人口の変遷
国勢調査による人口の推移
| 1995年（平成7年）  | 89人 | [ 13 ] |  |
| 2000年（平成12年） | 56人 | [ 14 ] |  |
| 2005年（平成17年） | 23人 | [ 15 ] |  |
| 2010年（平成22年） | 24人 | [ 16 ] |  |
| 2015年（平成27年） | 23人 | [ 17 ] |  |
| 2020年（令和2年）  | 21人 | [ 18 ] |  |

### 世帯数の変遷
国勢調査による世帯数の推移。
| 1995年（平成7年）  | 33世帯 | [ 13 ] |  |
| 2000年（平成12年） | 26世帯 | [ 14 ] |  |
| 2005年（平成17年） | 10世帯 | [ 15 ] |  |
| 2010年（平成22年） | 10世帯 | [ 16 ] |  |
| 2015年（平成27年） | 9世帯  | [ 17 ] |  |
| 2020年（令和2年）  | 8世帯  | [ 18 ] |  |

## 交通

### 鉄道
町内に鉄道は走っていない。最寄り駅は名鉄瀬戸線尾張瀬戸駅になる。

### バス
名鉄バス「東山線」
- 【11】【12】【13】瀬戸駅前 - にじの丘学園 - 一里塚 - 赤津 系統 ： 祖母懐橋バス停

- 祖母懐橋バス停

### 道路
愛知県道33号瀬戸設楽線 ： 町の西部から中央部を通り、南部へ抜けている。
- 愛知県道33号標識（祖母懐交差点・起点側）
- 愛知県道33号標識（祖母懐交差点・終点側）

## 施設
- イズモ葬祭 祖母懐 ： 瀬戸市斎園から一番近い葬儀会館[19]。70席のホール、48席の会食室などを有する[19]。駐車場は41台収容[19]。
- 祖母懐小学校開学之地 碑（史跡） ： 1916年（大正5年）現町域に開校し、1965年（昭和40年）に萩殿町に移転した旧・瀬戸市立祖母懐小学校があった場所に建てられている碑[20]。同小学校の開校60周年記念事業の一環として1977年（昭和52年）9月に建てられた[21][20]。

- イズモ葬祭 祖母懐
- 祖母懐小学校開学之地 碑

## その他

### 日本郵便
- 郵便番号 : 489-0825[6]（集配局：瀬戸郵便局[22]）。